# دارن کمپل (بازیکن فوتبال)
دارن کمپل (انگلیسی: Darren Campbell؛ زادهٔ ۱۶ آوریل ۱۹۸۶) بازیکن فوتبال اهل بریتانیا است.
از باشگاه‌هایی که در آن بازی کرده‌است می‌توان به باشگاه فوتبال فیلیت تاون، باشگاه فوتبال کمبرلی تاون، باشگاه فوتبال ردینگ، باشگاه فوتبال تاموورث، و باشگاه فوتبال استاینز تاون اشاره کرد.
وی همچنین در تیم‌های ملی فوتبال زیر ۱۷ سال انگلستان و Scotland national under-17 football team بازی کرده‌است.